# Беккі Мод
Беккі Мод (англ. Becky Mode) — американська телепродюсерка, драматургиня та акторка.

## Життєпис
Беккі Мод народилася в місті Вашингтон. Вивчала театральне мистецтво та американську історію у Весліанському університеті.
П'єса «Повністю віддана», яку Беккі Мод написана спільно з Марком Сетлоком у 1999 році, потрапила в лістинґ «Десять найкращих п'єс» за версією часопису «Time Magazine» у 2000 році.

## Фільмографія
| Рік  | Українська назва                     | Оригінальна назва                      | Тип                             | Сценаристка | Продюсерка | Акторка    |
| ---- | ------------------------------------ | -------------------------------------- | ------------------------------- | ----------- | ---------- | ---------- |
| 2019 | «До весілля»                         | Until the Wedding                      | Телефільм                       | Green tick  | Так [ 5 ]  |            |
| 2019 | «Неймовірне»                         | Unbelievable                           | Мінісеріал                      | Green tick  |            |            |
| 2017 | «Морські котики»                     | SEAL Team                              | Телесеріал                      | Green tick  | Green tick |            |
| 2016 | «Нагодуй звіра»                      | Feed the Beast                         | Телесеріал                      | Green tick  | Green tick |            |
| 2016 | «Чотири зірки»                       | Four Stars                             | Телефільм                       | Так [ 6 ]   |            |            |
| 2013 | «Смеш»                               | Smash                                  | Телесеріал                      | Green tick  | Так [ 7 ]  |            |
| 2011 | «Обдарована людина»                  | A Gifted Man                           | Телесеріал                      | Green tick  | Так [ 8 ]  |            |
| 2011 | «Клуб «Плейбоя»»                     | The Playboy Club                       | Телесеріал                      | Green tick  |            |            |
| 2001 | «Народжений у Брукліні»              | Born in Brooklyn                       | Телефільм                       | Green tick  | Так [ 9 ]  |            |
| 2000 | «Трохи цікаво»                       | A Little Curious                       | Телевізійна передача            | Green tick  |            |            |
| 2000 | «Косбі»                              | Cosby                                  | Ситком                          | Green tick  |            |            |
| 1999 | «Малюк Білл»                         | Little Bill                            | Телевізійний анімаційний серіал | Green tick  |            |            |
| 1998 | «З коробки»                          | Out of the Box                         | Телесеріал                      | Green tick  |            |            |
| 1998 | «PB&J Otter»                         | PB&J Otter                             | Телевізійний анімаційний серіал | Green tick  |            |            |
| 1995 | «Тусівниця»                          | Party Girl                             | Художній                        |             |            | Так [ 10 ] |
| 1991 | «Театр драматургів „General Motors“» | The General Motors Playwrights Theater | Телесеріал                      |             |            | Так [ 11 ] |